# (13316) Llano
(13316) Llano (1998 RJ75) – planetoida z pasa głównego asteroid okrążająca Słońce w ciągu 3,37 lat w średniej odległości 2,25 j.a. Odkryta 14 września 1998 roku.